# Julestemninger
Julestemninger är ett julalbum av den norska sångaren Elisabeth Andreasson, släppt strax före jul 1993 och hennes andra norsskproducerade soloalbum.
Albumet producerades av Rolf Løvland och spelades in i Major Studio i Oslo och Cross Studio i Kristiansand under norra hösten 1993, vid sidan av kvällskabaréten "Dizzie og damene" på Chat Noir i Oslo.
Albumet innehåller bland annat berömda julsånger som "Nå tennes tusen julelys (Nu tändas tusen juleljus)", "Jeg er så glad hver julekveld", "Deilig er jorden" och "Glade jul" ("Stille Nacht") med Rolf Løvlands nyskrivna låtar "Den vakreste julen", "Marias vuggesang" och "Ledet av en stjerne", de två sista med text av Hans Olav Mørk, och en cover på danska Anne Linnet och Johannes Møllehaves "Lille Messias" från 1989.
"O helga natt" ("Cantique de noël") är på svenska, resten på norska.
På albumet medverkar även körsångare från Oslo Gospel Choir och stråkmusiker från Oslo Filharmoniske Orkester. Samarbetet med Oslo Filharmoniske Orkester ledde till att Elisabeth vid deras julkonsert 1993 var solist, precis som 1992.
Albumet sålde guld på kort tid. Stora hitlåtar blev "Den vakreste julen", "Det hev ei rose sprunge", "Nå tennes tusen julelys", "Jeg er så glad hver julekveld", "O helga natt" och främst "Ledet av en stjerne", som hon framförde många gånger i TV i samband med albumsläppet, och som ofta spelades i radio.

## Låtlista
1. "Ledet av en stjerne" (Hans Olav Mørk/Rolf Løvland)
2. "Nå tennes tusen julelys" ("Nu tändas tusen juleljus") (Emmy Köhler)
3. "Jeg er så glad hver julekveld" (Marie Wexelsen/Peder Knudsen)
4. "Lille Messias" (Johannes Møllehave/Anne Linnet)
5. "Deilig er jorden" ("Härlig är jorden") (Breslau/B.S. Ingemann)
6. "Den vakreste julen" (Rolf Løvland)
7. "Glade jul" ("Stille Nacht"/"Stilla natt") (B.S. Ingemann/Josef Mohr/Franz Xaver Gruber)
8. "Det hev ei rose sprunge" ("Es ist ein Ros entsprungen"/"Det är en ros utsprungen") (Trad./Peter Hognestad)
9. "Marias vuggesang" (Hans Olav Mørk/Rolf Løvland)
10. "O helga natt" ("Cantique de noël") (Augustin Kock/Adolphe Adam)

## Medverkande

### Musiker
- Elisabeth Andreassen – sång
- Oslo Gospel Choir – kör
- Oslo-Filharmonien – orkester
- Per Øystein Sørensen – sång på "Lille Messias"

### Produktion
- Rolf Løvland – musikproducent, ljudtekniker, arrangering
- Alf Emil Eik – ljudtekniker
- Tomas Siqveland – ljudmix